# Himno de Sinaloa
El Himno de Sinaloa es el himno oficial del Estado de Sinaloa, en México.

## Historia
El Gobernador Mario López Valdez emitió un acuerdo el 22 de abril de 2013, en donde se da a conocer oficialmente el Himno de Sinaloa. 
Creador del himno a Sinaloa
«Hablar de este ilustre concordense es verdadero compromiso. Un personaje enamorado de su tierra fértil, candente y sonora. Ese cariño al terruño lo describe en cada uno de los versos del Himno a Sinaloa» declarado ganador el 16 de noviembre de 2011.
Ese amor a la patria chica lo observamos en sus canciones, construidas con métrica precisa, dedicadas con gran sensibilidad a los pueblos del solar nativo, en corridos que destacan, lo mismo sus hombres de valía, a sus mujeres hermosas que a sus ríos y a sus costas.
Observamos en la charla un lenguaje corporal. Sus manos, sus ojos, son toda expresión; con voz entusiasmada cuenta la vida cotidiana de su tierra y el quehacer de sus paisanos. Emocionado confiesa que pertenece a la generación que luchó de manera frontal cuando se coartaban libertades, que a pesar de estar garantizadas en la Constitución de la República, se conquistaban a base de enfrentamientos y protestas con el sistema político de la época.
Semblanza.
López Osuna, nació en Agua Caliente de Gárate (antes fue de Pardo), el 15 de febrero de 1943. Fueron sus padres los señores Eugenio López Peraza y Tomasa Osuna Angulo, a quienes debe Faustino su inspiración, especialmente a su señora madre. Sus hermanos son Florencio (fallecido), Uvaldina, Lucrecia, Celia y Juanita.
En 1955, en su pueblo natal concluyó estudios primarios, los de secundaria los realizó en la Escuela de Enseñanzas Especiales N° 23 (La Prevocacional), en Culiacán. Impulsado por el deseo de superación y con apoyo de sus progenitores dejó la patria chica.

## Letra
| Estrofa I: Sinaloa, la Patria te llama al trabajo fecundo y creador, con tu nombre mi pecho se inflama de cariño, respeto y amor. Vienes de un venturoso pasado, tu futuro es de prosperidad, en la paz se construye el Estado en la unión la solidaridad.                         |
| Coro: Sinaloa, en tu tierra bendita once ríos el cielo formó, en mis venas tu sangre palpita tu nobleza en mi ser se fundió. |
| Estrofa II: Nuestros héroes están en tu Historia: Flores, Leyva, Rosales, Rubí … También Buelna, de grata memoria y Alvarado, lucharon por ti. Sus banderas aún siguen vigentes: democracia y justicia social. Sinaloenses patriotas, valientes, hoy honramos su ejemplo inmortal. |
| Coro: Sinaloa, en tu tierra bendita once ríos el cielo formó, en mis venas tu sangre palpita tu nobleza en mi ser se fundió. |
| Estrofa III: En la Historia de México brilla Sinaloa, tu luz sin igual, pues te das de manera sencilla compartiendo tu pan y tu sal. Hoy tus hijos honramos tu tierra con fervor, tolerancia y honor, si nos dan a escoger paz o guerra a la paz damos todo el valor.              |
| Coro: Sinaloa, en tu tierra bendita once ríos el cielo formó, en mis venas tu sangre palpita tu nobleza en mi ser se fundió. |
| Estrofa IV: Nuestro pueblo defiende la vida y también ama la libertad, mantenemos su flama encendida, nos crecemos en la adversidad. Somos francos, amigos sinceros somos leales a carta cabal, Sinaloenses honrados, enteros, gente noble, de trato formal.                       |
| Coro: Sinaloa, en tu tierra bendita once ríos el cielo formó, en mis venas tu sangre palpita tu nobleza en mi ser se fundió. |

Faustino López Osuna,